# Collegio plurinominale Piemonte - 02 (2020)
Il collegio elettorale plurinominale Piemonte - 02 è un collegio elettorale plurinominale della Repubblica italiana per l'elezione del Senato della Repubblica.

## Territorio
Come previsto dalla legge n. 51 del 27 maggio 2019, il collegio è stato definito tramite decreto legislativo all'interno della circoscrizione Piemonte.
Il collegio comprende la zona definita dai tre collegi uninominali Piemonte - 03 (Novara), Piemonte - 04 (Alessandria) e Piemonte - 05 (Cuneo) quindi tutte le province di Alessandria, Asti, Biella, Cuneo, Novara, Verbano-Cusio-Ossola e Vercelli e 130 comuni della città metropolitana di Torino.

## XIX legislatura

### Risultati elettorali
- Dati relativi a 2.901 sezioni su 2.902.

|                               | Fratelli d'Italia                                       | 358 170   | 29,73 | 1 | 621 446   | 51,58 | 3 |  |  |
|                               | Lega per Salvini Premier                                | 150 924   | 12,53 | 1 | 621 446   | 51,58 | 3 |  |  |
|                               | Forza Italia                                            | 105 364   | 8,74  | 1 | 621 446   | 51,58 | 3 |  |  |
|                               | Noi Moderati                                            | 6 988     | 0,58  | – | 621 446   | 51,58 | 3 |  |  |
|                               | Partito Democratico - Italia Democratica e Progressista | 218 414   | 18,13 | 1 | 307 208   | 25,50 | – |  |  |
|                               | +Europa                                                 | 43 867    | 3,64  | – | 307 208   | 25,50 | – |  |  |
|                               | Alleanza Verdi e Sinistra                               | 39 345    | 3,27  | – | 307 208   | 25,50 | – |  |  |
|                               | Impegno Civico – Centro Democratico                     | 5 582     | 0,46  | – | 307 208   | 25,50 | – |  |  |
|                               | Azione - Italia Viva                                    | 102 127   | 8,48  | 1 | 102 127   | 8,48  | – |  |  |
|                               | Movimento 5 Stelle                                      | 101 767   | 8,45  | – | 101 767   | 8,45  | – |  |  |
|                               | Italexit                                                | 28 707    | 2,38  | – | 28 707    | 2,38  | – |  |  |
|                               | Italia Sovrana e Popolare                               | 16 231    | 1,35  | – | 16 231    | 1,35  | – |  |  |
|                               | Unione Popolare                                         | 13 755    | 1,14  | – | 13 755    | 1,14  | – |  |  |
|                               | Vita                                                    | 9 201     | 0,76  | – | 9 201     | 0,76  | – |  |  |
|                               | Alternativa per l'Italia (PdF - Exit)                   | 3 073     | 0,26  | – | 3 073     | 0,26  | – |  |  |
|                               | Noi di Centro – Europeisti                              | 1 390     | 0,12  | – | 1 390     | 0,12  | – |  |  |
| Totale                        | Totale                                                  | 1 204 905 | 100   | 5 | 1 204 905 | 100   | 3 |  |  |
|                               |                                                         |           |       |   |           |       |   |  |  |
| Voti non validi               | Voti non validi                                         | 62 245    | 4,91  |   |           |       |   |  |  |
| Votanti                       | Votanti                                                 | 1 267 150 | 66,57 |   |           |       |   |  |  |
| Elettori                      | Elettori                                                | 1 903 474 |       |   |           |       |   |  |  |
|                               |                                                         |           |       |   |           |       |   |  |  |
| Data: 25 settembre 2022       |                                                         |           |       |   |           |       |   |  |  |
| Fonte: Ministero dell'interno |                                                         |           |       |   |           |       |   |  |  |

### Eletti

#### Eletti nei collegi uninominali
Eletti nella coalizione di centro-destra (FdI - Lega - FI - NM)
| Collegio uninominale | Eletto | Eletto                 | Partito           |
| -------------------- | ------ | ---------------------- | ----------------- |
| 3. Novara            |        | Gaetano Nastri         | Fratelli d'Italia |
| 4. Alessandria       |        | Paolo Zangrillo        | Forza Italia      |
| 5. Cuneo             |        | Giorgio Maria Bergesio | Lega              |

#### Eletti nella quota proporzionale
| Fratelli d'Italia | Partito Democratico-IDP | Lega               | Forza Italia  | Azione - Italia Viva |
| ----------------- | ----------------------- | ------------------ | ------------- | -------------------- |
|                   |                         |                    |               |                      |
| Giorgio Salvitti  | Enrico Borghi           | Massimo Garavaglia | Roberto Rosso | Ivan Scalfarotto     |

1. ↑  In data 26.04.2023 aderisce al gruppo Azione - Italia Viva - Renew Europe, dal 09.11.2023 denominato Italia Viva - Il Centro - Renew Europe.